# Richland, Washington
Richland är en stad (city) i Benton County i delstaten Washington i USA. Staden hade 60 560 invånare, på en yta av 110,38 km² (2020).